# Eurycantha calcarata
Espèce
Eurycantha calcarata est une espèce de phasmes robustes, aux noms vernaculaires de phasme cuir ou phasme à carapace, il provient de Papouasie-Nouvelle-Guinée. 

## Espèces
Il existe plusieurs espèces du genre Eurycantha, toutes ayant sensiblement le même aspect. Eurycantha calcarata est plus petit qu'Eurycantha ssp. (P.S.G. n° 44) d'Indonésie, le plus populaire Eurycantha en élevage. Eurycantha horrida lui aussi originaire de Papouasie-Nouvelle-Guinée, est beaucoup plus épineux et rare.

## Élevage
L'élevage des Eurycantha est très courant et Eurycantha calcarata est très apprécié des éleveurs, surtout pour la taille impressionnante des femelles adultes mais aussi pour son endurance et sa facilité d'élevage. Le mâle, très nerveux, possède un gros ergot comme arme défensive sur ses robustes fémurs arrière, il est plus difficile à manipuler : pour se défendre, le mâle recourbe son abdomen à la façon d'un scorpion et soulève ses pattes postérieures, prêtes à empaler l'intrus. Il laisse également échapper une odeur nauséabonde de  glandes situées au bout de l'abdomen.

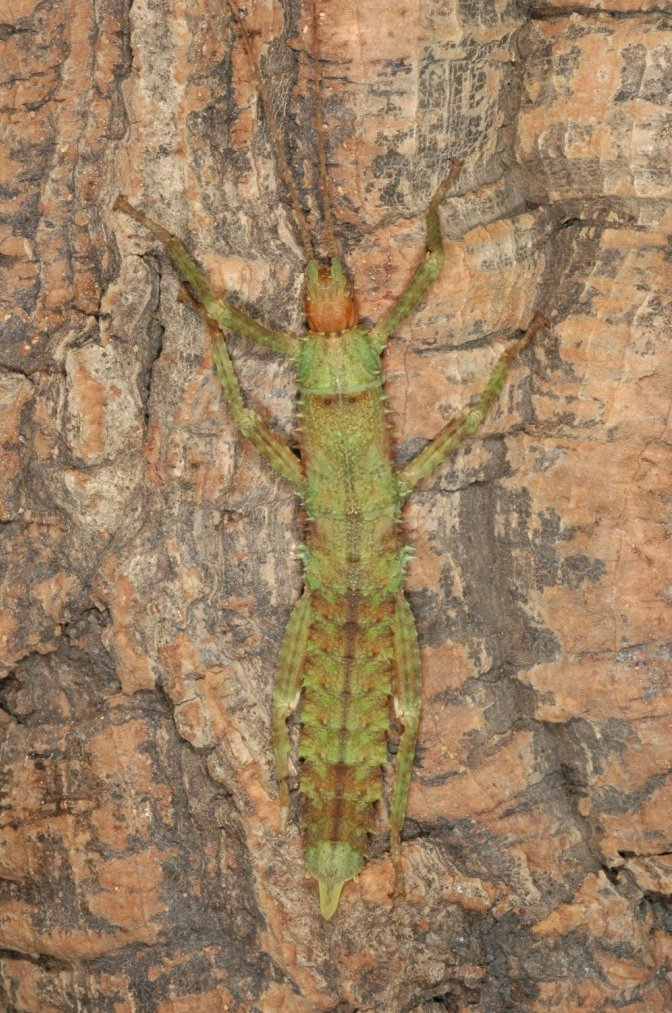
Jeune femelle au quatrième stade.

Le jeune Eurycantha peut avoir des couleurs claires diverses, vert pomme plus ou moins uniforme et tachetée de brun ou encore une couleur plus foncée. Il se confond ainsi avec le feuillage ou l'écorce par homochromie mais quand il arrive au stade adulte, il prend alors sa couleur définitive du brun sombre jusqu'au noir.

### Reproduction
La reproduction est sexuée mais les femelles se reproduisent aussi par parthénogenèse. La femelle pond dans le sol en y enfonçant l'extrémité de son abdomen. L'incubation des œufs dure environ 5 mois et la croissance larvaire 5 mois additionnels.

### Nourriture
En captivité, ils se nourrissent de diverses plantes : goyaves, chênes, lierre, Rubus et autres rosacées mais aussi de ronces.

## Galerie photos

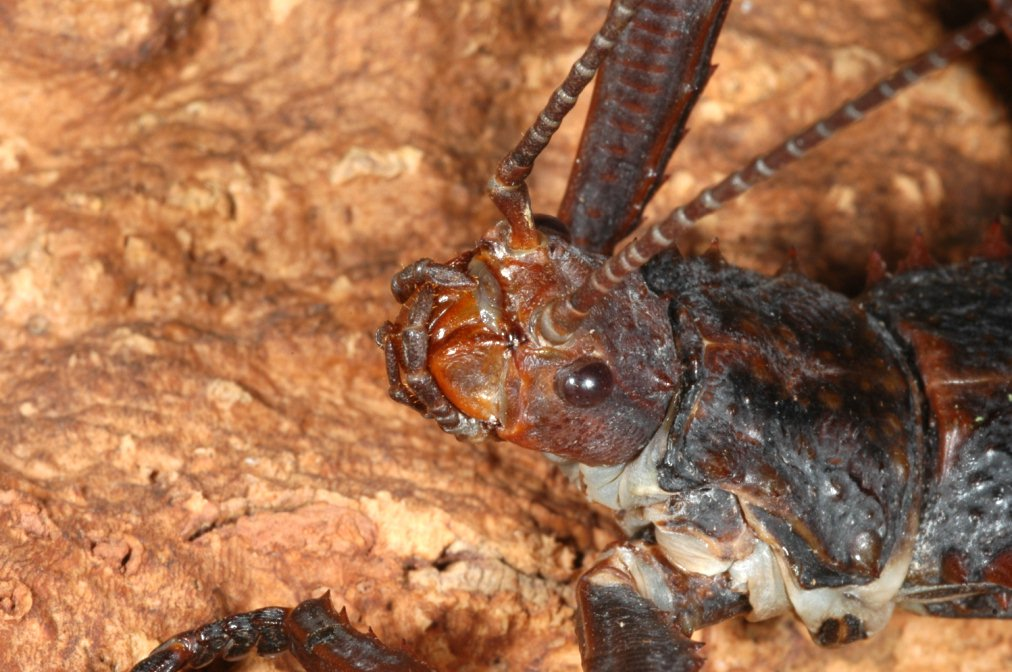
Tête du mâle d'Eurycantha ssp.
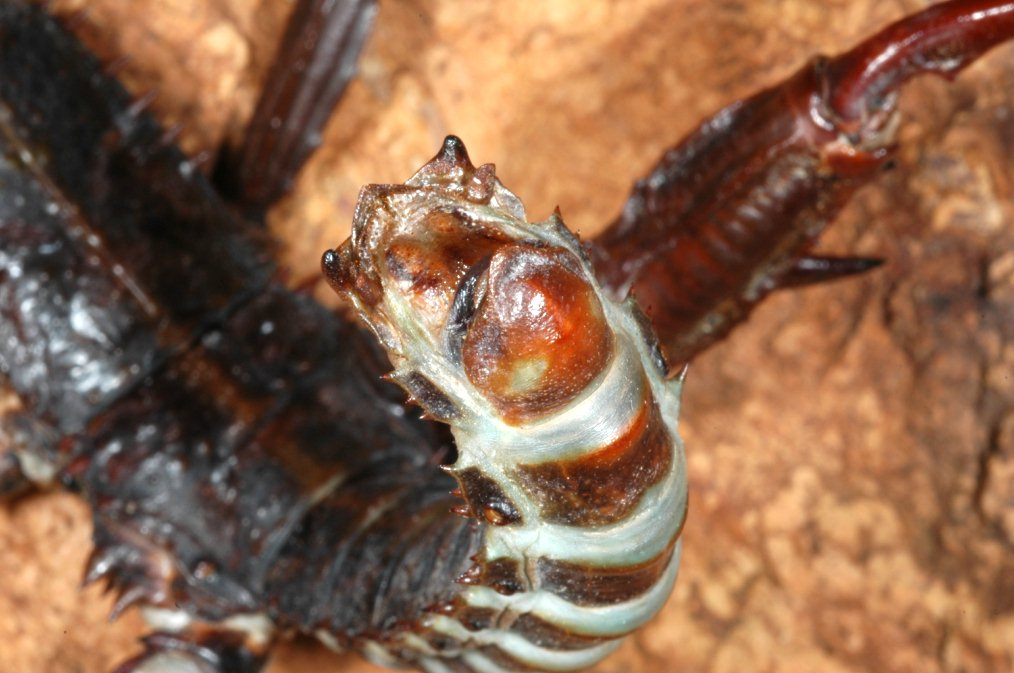
Extrémité de l'abdomen du mâle recourbé à la façon d'un scorpion.
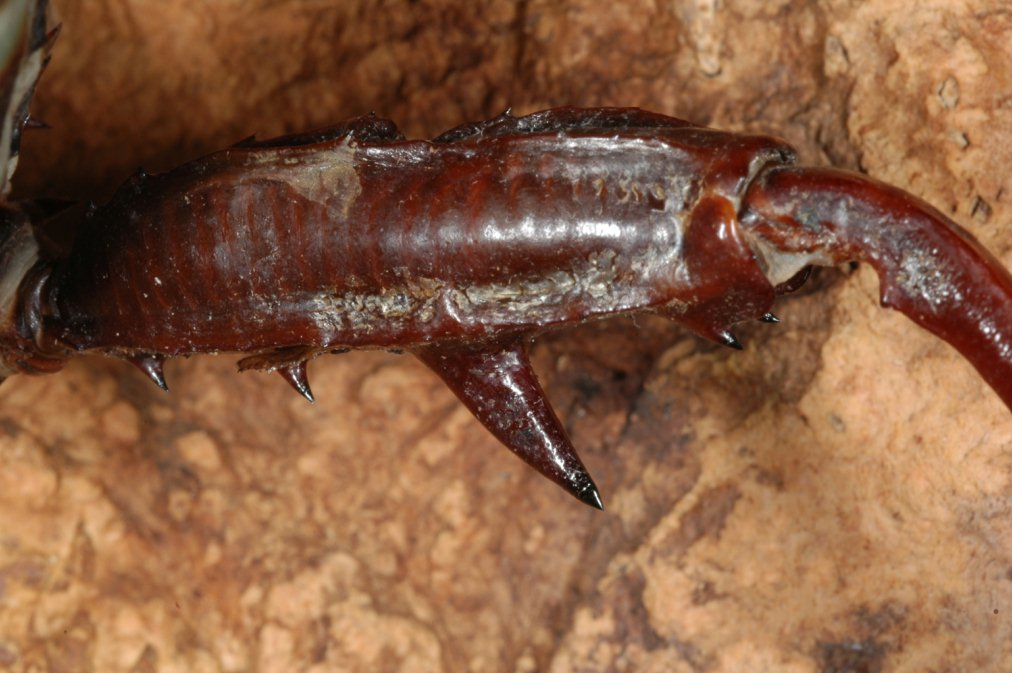
Un ergot sur le fémur du mâle.
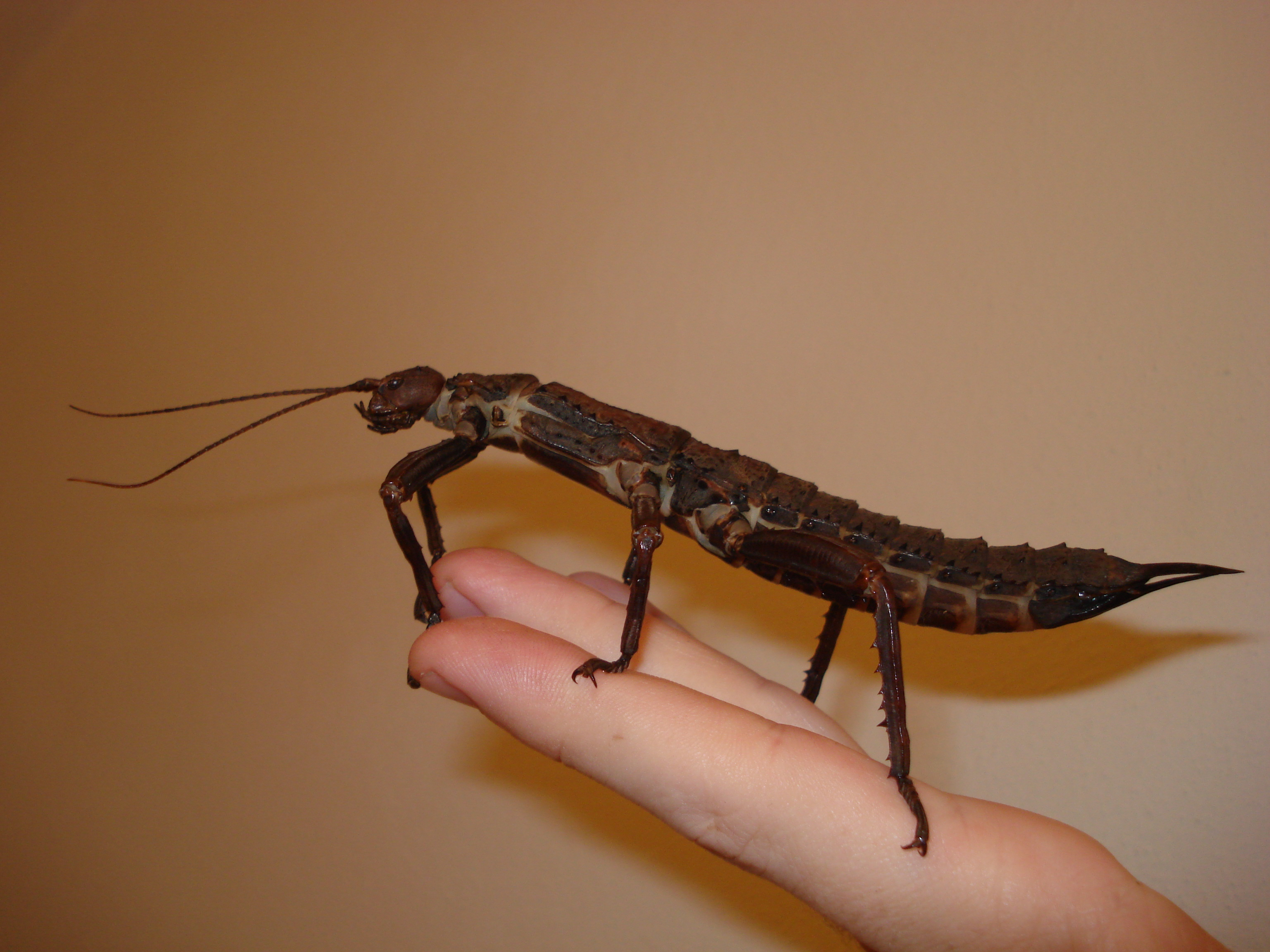
Femelle adulte.